# Liste der Biografien/Mayn
Liste der Biografien |
Portal Biografien |
Personensuche
# |
A |
B |
C |
D |
E |
F |
G |
H |
I |
J |
K |
L |
M |
N |
O |
P |
Q |
R |
S |
T |
U |
V |
W |
X |
Y |
Z |
?
 
Ma |
Mb |
Mc |
Md |
Me |
Mf |
Mg |
Mh |
Mi |
Mj |
Mk |
Ml |
Mm |
Mn |
Mo |
Mp |
Mq |
Mr |
Ms |
Mt |
Mu |
Mv |
Mw |
Mx |
My |
Mz
 
Maa |
Mab |
Mac |
Mad |
Mae |
Maf |
Mag |
Mah |
Mai |
Maj |
Mak |
Mal |
Mam |
Man |
Mao |
Map |
Maq |
Mar |
Mas |
Mat |
Mau |
Mav |
Maw |
Max |
May |
Maz
 
Maya |
Mayb |
Mayc |
Mayd |
Maye |
Mayf |
Mayh |
Mayi |
Mayk |
Mayl |
Maym |
Mayn |
Mayo |
Mayr |
Mays |
Mayt |
Mayu |
Mayv |
Mayw
Die Liste der Biografien führt alle Personen auf, die in der deutschsprachigen Wikipedia einen Artikel haben. Dieses ist eine Teilliste mit 49 Einträgen von Personen, deren Namen mit den Buchstaben „Mayn“ beginnt.

## Mayn
- Mayn, Christine (* 1962), italienische Schauspielerin

### Mayna
- Maynard Smith, John (1920–2004), britischer Genetiker, Evolutionsbiologe
- Maynard, Andrew (* 1964), US-amerikanischer Boxer
- Maynard, Arne, englischer Gartengestalter
- Maynard, Arthur F. (1920–1991), amerikanischer Maler und Kunstpädagoge
- Maynard, Brittany (1984–2014), US-amerikanische Krebspatientin
- Maynard, Charles (1970–2012), bahamaisch Politiker
- Maynard, Charles Frederick (1879–1946), Aktivist und Politiker der Aborigines
- Maynard, Conor (* 1992), britischer PopsängerConor Maynard (* 1992)

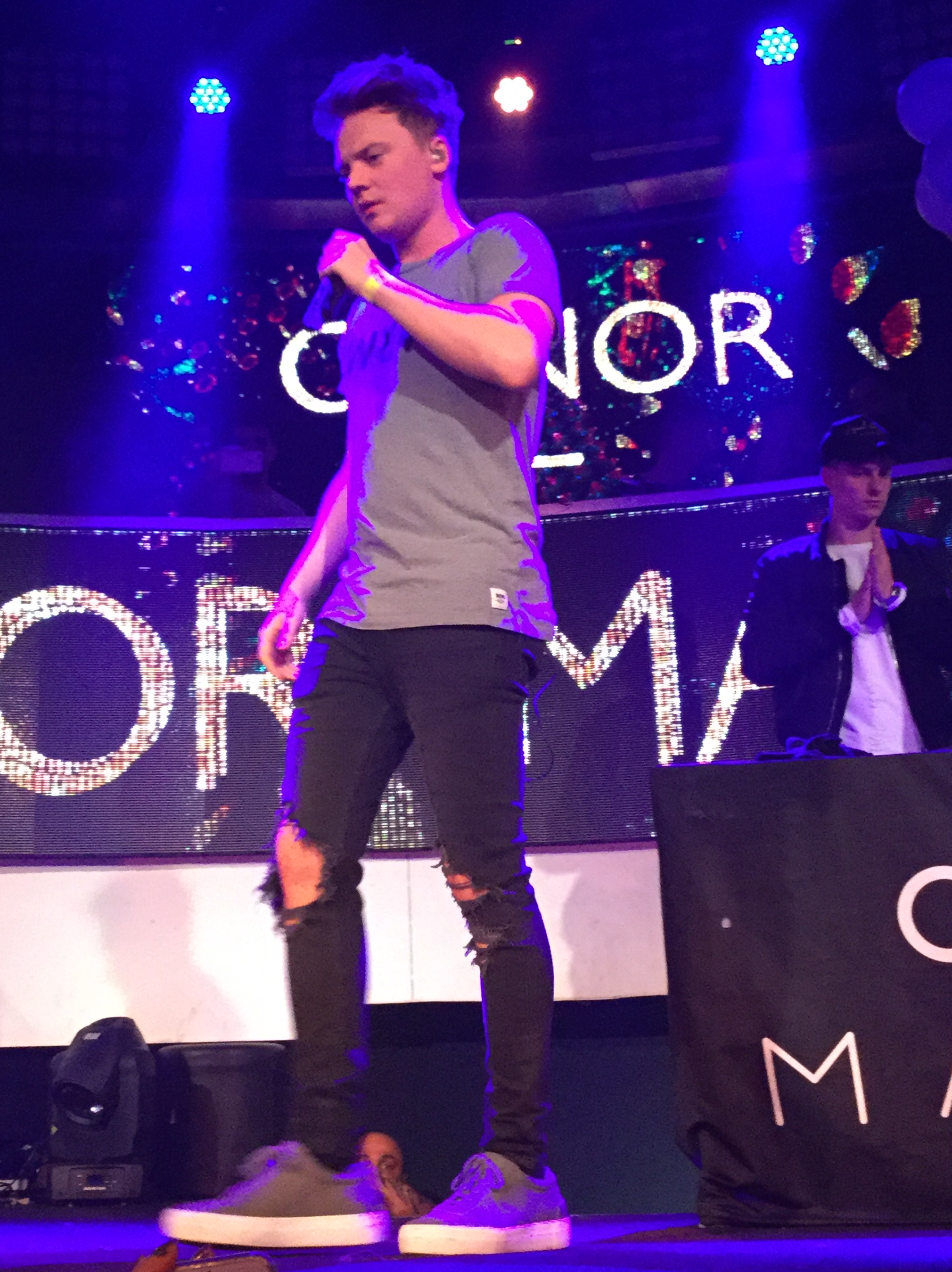
Conor Maynard (* 1992)

- Maynard, Constance (1849–1935), englisch-britische Schulleiterin und Mistress
- Maynard, David Swinson (1808–1873), US-amerikanischer Pionier
- Maynard, Don (1935–2022), US-amerikanischer American-Football-Spieler
- Maynard, Edward (1813–1891), US-amerikanischer Zahnarzt und Erfinder
- Maynard, F. H. (1893–1976), britisches Fliegerass und Air Vice Marshal der Royal Air Force
- Maynard, Finian (* 1974), irischer Windsurfer
- Maynard, François (1582–1646), französischer Schriftsteller und Lyriker der frühen Klassik
- Maynard, Harry L. (1861–1922), US-amerikanischer Politiker
- Maynard, Horace (1814–1882), US-amerikanischer Politiker
- Maynard, James (* 1987), britischer MathematikerJames Maynard (* 1987)

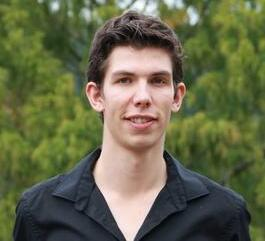
James Maynard (* 1987)

- Maynard, John (1786–1850), US-amerikanischer Jurist und Politiker
- Maynard, Ken (1895–1973), US-amerikanischer Stuntman und Schauspieler
- Maynard, Konris (* 1983), Sänger und Politiker von St. Kitts und Nevis
- Maynard, Lois (* 1989), englischer Fußballspieler mit Staatsbürgerschaft von St. Kitts und Nevis
- Maynard, Marty, US-amerikanischer Biathlet
- Maynard, Mujaahid (* 1971), US-amerikanischer Ringer
- Maynard, Nicky (* 1986), englischer Fußballspieler
- Maynard, Nigel (1921–1998), britischer Offizier der Luftstreitkräfte des Vereinigten Königreichs
- Maynard, Richard (1942–2007), US-amerikanischer Schriftsteller, Fernsehproduzent und Pädagoge
- Maynard, Robert (1684–1751), britischer Offizier der Royal Navy
- Maynau, Richard (* 1965), österreichischer Schauspieler, Regisseur und Sänger

### Maync
- Maync, Harry (1874–1947), deutscher Germanist
- Maync, Wolf (1911–2002), deutscher Geologe und Heimatkundler

### Mayne
- Mayne, Andrew (* 1973), US-amerikanischer Zauberkünstler, Illusions-Designer/Trickerfinder und Filmemacher
- Mayne, Belinda (* 1954), britisch-deutsche Schauspielerin
- Mayne, Cuthbert († 1577), englischer Priester und Märtyrer
- Mayne, Ferdy (1916–1998), deutscher SchauspielerFerdy Mayne (1916–1998)

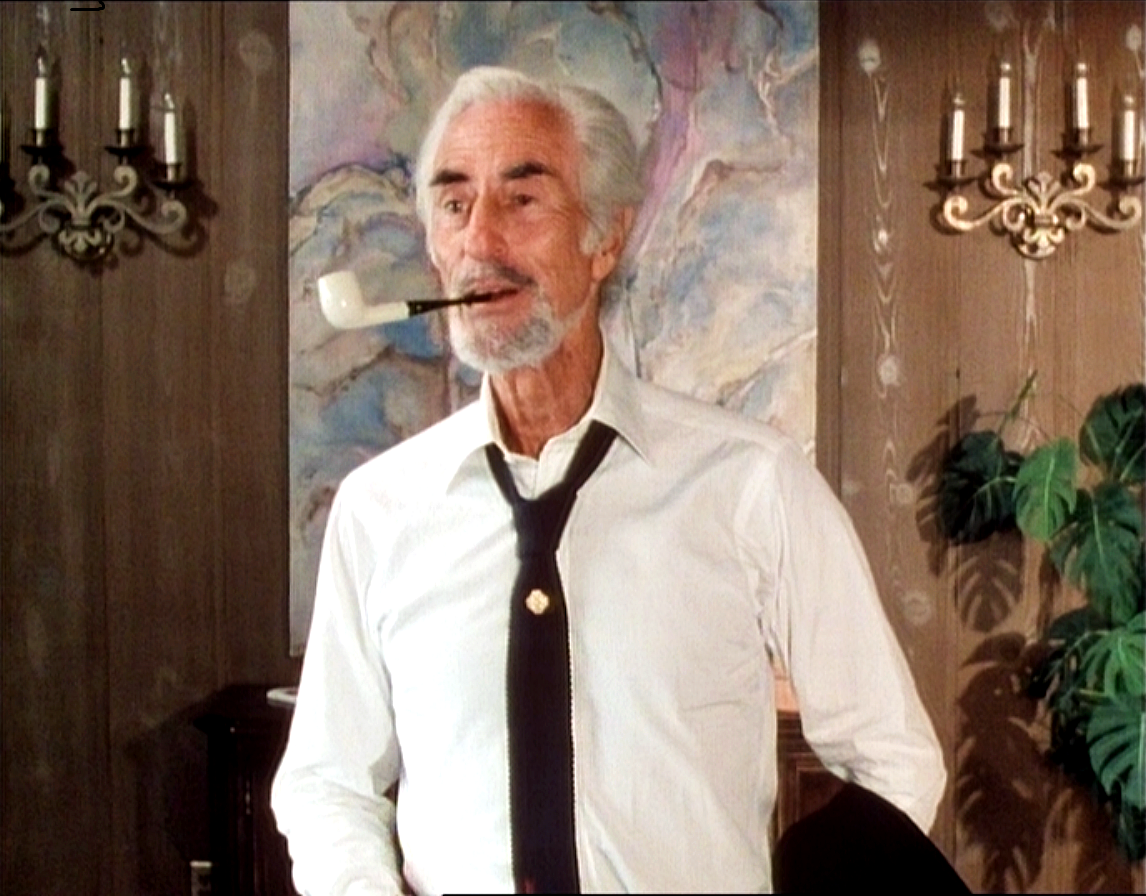
Ferdy Mayne (1916–1998)

- Mayne, Geoffrey Francis (1928–2003), australischer Geistlicher, Militärbischof von Australien
- Mayné, Raymond (1887–1971), belgischer Entomologe
- Mayne, Richard Charles (1835–1892), britischer Admiral und Forschungsreisender
- Mayne, Thom (* 1944), US-amerikanischer Architekt
- Mayne, Wiley (1917–2007), US-amerikanischer Politiker
- Mayne, William (1928–2010), englischer Kinderbuchautor
- Maynes, William (1902–1966), kanadischer Sprinter

### Mayni
- Mayniel, Juliette (1936–2023), französische Schauspielerin

### Mayno
- Maynor, Dorothy (1910–1996), US-amerikanische Sängerin (Sopran)
- Maynor, Eric (* 1987), US-amerikanischer Basketballspieler

### Maynt
- Mayntz, Gregor (* 1960), deutscher Journalist, Vorsitzender der Bundespressekonferenz
- Mayntz, Renate (* 1929), deutsche Soziologin

### Maynz
- Maynz, Karl (1812–1882), deutscher Jurist und belgischer Politiker